# Силинский (разъезд)
Силинский — раздельный пункт Свердловской железной дороги на окраине города Сургут Ханты-Мансийского автономного округа — Югра.
Через разъезд проходят пассажирские поезда дальнего следования, следующие на восток и север, конечными для них являются станции Нижневартовск I и Новый Уренгой. Пригородное движение по разъезду осуществляется сезонно, преимущественно летом. Недалеко от разъезда находятся местные садоводческие, огороднические и дачные некоммерческие объединения.